# Metroid: Other M
Metroid: Other M (メトロイド アザーエム, Metoroido Azā Emu) es un videojuego de la serie Metroid (メトロイド, Metoroido) protagonizado por Samus Aran, Other M es exclusivo para la consola Nintendo Wii desarrollado por Team Ninja y lanzado por primera vez el 31 de agosto de 2010 en Estados Unidos. El juego cuenta con modos de vista o cámara en primera y tercera persona. Metroid: Other M explica más a fondo la vida e historia de Samus. Este videojuego regresó al estilo tradicional de la serie en contraste a la saga de Metroid Prime, aunque el juego tiene un toque “más duro”. Siendo además uno de los pocos juegos creados por Nintendo con calificación +16 por la PEGI.
Este es uno de los pocos juegos desarrollados por Team Ninja en no ser publicado por Koei Tecmo, sino por otra empresa.
En marzo de 2016, el juego fue relanzado para la consola Wii U a través del servicio de distribución digital Nintendo eShop. De momento el juego está disponible en Japón y Europa, desconociéndose una fecha de lanzamiento para Norteamérica. Sin embargo, el juego también puede ser jugado en formato disco, debido al sistema de retrocompatibilidad con que cuenta la consola.

## Jugabilidad
Metroid: Other M se juega principalmente utilizando el Wiimote de manera horizontal. Normalmente, el juego se desarrolla en una perspectiva de tercera persona, donde Samus puede saltar, disparar el cañón que tiene en su mano derecha y transformarse en morfosfera (esfera), similar a los títulos clásicos de Metroid (sin embargo, el ambiente es en 3D y los movimientos no están limitados a un plano en 2D). Apuntando hacia la pantalla, el juego cambia a una vista en primera persona, donde Samus puede concentrarse sobre objetivos y disparar misiles, sin embargo, Samus no puede moverse en esta perspectiva. Hay varias instancias donde los jugadores tendrán que cambiar constantemente entre estos dos modos de juego; por ejemplo, jugando en vista de tercera persona peleando contra una horda de enemigos voladores, cambiando a la vista de primera persona para destruir sus puntos de salida (colmenas, nidos, etc.). Adicionalmente, el modo de vista en primera persona también es usado en la exploración, para localizar objetos escondidos como expansiones de misiles y tanques de energía. Other M es el primero en la saga que presenta un sistema de combate cuerpo a cuerpo. Presionando de forma correcta algunos botones y dirigiéndose al ángulo correcto, los jugadores pueden usar el Movimiento de Sentido, que les permite esquivar ataques enemigos, o efectuar un Contraataque. También puede usar el Strike Letal y la Sobrecarga, que son para acabar con enemigos ya derrotados. También tiene otro movimiento llamado Técnica de Concentración, en la cual cuando la barra de energía baja a niveles peligrosos es posible regenerarla manteniendo el Wii Mote de forma vertical y presionando el botón A. Esto también sirve para la recarga de misiles.
El juego toma lugar en variadas locaciones centradas en la Nave Botella de la Federación Galáctica. El ambiente principal de la nave es "el interior de la vasija", donde Samus se encuentra con soldados de la Federación Galáctica en numerosas ocasiones, mientras que los otros ambientes se encuentran dentro de gigantescas esferas dentro de la nave. Estas incluyen la BIOSFERA, que contiene una selva tropical; la CRIOSFERA, en la cual las temperaturas son bajo cero; y la PIROSFERA, una zona volcánica de altas temperaturas en el cual es indispensable en Varia Suit para sobrevivir en él.
Como agregado especial, se puede desbloquear una secuencia de video de 2 horas de duración, una vez que se complete el juego. Está dividida en capítulos, contiene las escenas de corte mostradas durante el juego, además de varios clips del modo de juego grabado por los desarrolladores.

## Trama
El juego toma lugar entre Super Metroid y Metroid Fusion. Other M inicia con una escena cinematográfica mostrando la batalla final con Mother Brain en la conclusión de Super Metroid. Después de escapar del estallido del planeta Zebes, Samus Aran despierta en una nave de la Federación Galáctica. Después de dejarla, ella recibe una señal de auxilio, conocida con el nombre código "Llanto de Bebé" de una "Nave Botella" inactiva, la cual está flotando a corta distancia del buque de la Federación. Al abordar la nave, Samus encuentra un grupo de soldados GF, conocidos como el 7.º Pelotón, Comandado por Adam Malkovich, quien solía ser su oficial comandante cuando estaba enlistada en la Armada de la Federación. La relación entre Adam y Samus es fría desde que ella dejó la armada en el pasado, llamando a Samus "Forastera", ordenando a su equipo no revelar detalles de su misión a ella. Sin embargo, él la acepta luego de derrotar un gran monstruo con tentáculos y desde ahí él empieza a autorizarle el uso diferentes artículos a Samus, con el costo de obedecer inapelablemente sus órdenes. Adam también asigna el 7.º Pelotón ir en búsquedas en solitario para investigar la Nave Botella.
Al progreso de la trama, Samus encuentra a Madeline Bergman, Trata de convencerla que ella está ahí para rescatarla. Samus también se entera de que soldados del 7.º Pelotón murieron en la Nave Botella, incluyendo el traidor, conocido más delante como "The Deleter". Después en la Piroesfera, Samus encontró a Ridley, pero Anthony Higgs (su mejor amigo en la armada) la salva y aparentemente Ridley mata a Anthony golpeándolo fuera de la saliente. Dejando atrás la Bioesfera, Samus se encamina al SECTOR ZERO donde también se encuentra con Adam, quien le informa que se sacrificara para poder destruir el sector, su plan consistía en causar el suficiente daño para que el sector se separara y se autodestruyera, acabando con los metroid y con "MB". Luego conoce a una mujer pelirroja que se identifica como Madeline Bergman, dejando a Samus confundida, pero Madeline le explica que la mujer que anteriormente habría conocido es MB, una androide que es Mother Brain reconstruida y usada para controlar a las fuerzas especiales basadas en los Piratas Espaciales. Luego, Madeline intenta hablar con MB, quien insiste en que todos deben ser juzgados. Ella intenta atacar a Madeline, luego es congelada por un grupo de Marines de la Federación galáctica, pero MB rápidamente se descongela y llena de ira, convoca a las más peligrosas criaturas de la nave en la habitación. Madeline toma una Pistola Congelante y dispara contra MB. Bajo las órdenes de su Coronel, los soldados rápidamente toman ventaja de la situación y fusilan a MB. El Coronel se aproxima a Samus y dado que el resto del batallón 7 está muerto, le informa que ella no está autorizada para mantener contacto con Madeline. Ordena que Samus sea escoltada por uno de los soldados a su nave, entonces un marine se acerca a Samus y la llama "princesa" en ese momento descubre que ese marine es Anthony Higgs, informando que sus órdenes, que son directas del presidente de la Federación Galáctica, que son asegurar el buen estado de cualquier sobreviviente de la Nave Botella. Madeline, Samus y Anthony abandonan la Nave Botella en la nave de Samus rumbo a los cuarteles centrales de la Federación Galáctica.
Luego de los créditos finales, y antes de que la Federación Galáctica decida cuando destruirara la Nave Botella, Samus regresa para recuperar un importante recuerdo de Adam, el cual dejó en el tablero de comando donde estaba sentado. Samus encuentra este recuerdo, que es el casco de Adam, luego escapa de la Nave Botella vestida con su Zero Suit, y finalmente la nave es destruida.

### Personajes
| Nombre               | Estado       | Ocupación                              | Intérprete (doblaje en inglés) | Intérprete (doblaje en japonés) |
| -------------------- | ------------ | -------------------------------------- | ------------------------------ | ------------------------------- |
| Samus Aran           | Viva         | Cazadora (personaje principal)         | Jessica Martin                 | Ai Kobayashi 小林愛             |
| Adam Malkovich       | Muerto       | Comandante de la Federación Gálactica  | Dave Elvin                     | Rikiya Koyama 小山力也          |
| Anthony Higgs        | Vivo         | Soldado de la Federación Gálactica     | Mike McGillicuty               | Kenji Nomura 乃村健次           |
| Madeleine Bergman    | Viva         | Doctora                                | Linda K. Morris                | Miho Hino 日野 未歩             |
| Melissa Bergman "MB" | Muerta       | Antagonista de Samus                   | Sarah Naid                     | Shizuka Itō 伊藤 静             |
| K.G Misawa           | Desaparecido | Soldado de reconocimiento y explorador | Jeff Minnerly                  | Jeff Minnerly                   |
| James Pierce         | Muerto       | Enlace                                 | Aaron Thomas                   | Tsuguo Mogami 最上 嗣生         |
| Maurice Favreau      | Muerto       | Mecánico                               | Hanley Smith                   | Manta Yamamoto                  |
| Lyle Smithsonian     | Muerto       | Miembro de Fuerzas Especiales          | Mark Carr                      | Kazuhisa Tanaka                 |

## Desarrollo
El productor y diseñador en jefe de Metroid, Yoshio Sakamoto, describió a Project M, desarrolladores de Metroid: Other M, como un equipo de más de 100 personas, que incluía a miembros de Nintendo.
Sakamoto confirmó que la planificación inicial empezó en el 2006, cuando se decidió a discutir con Yosuke Hayashi de Team Ninja, la forma de incorporar los motores gráficos de Ninja Gaiden en su nueva visión en 3D de Metroid. Mientras que Yoshio Sakamoto trabajó como productor y diseñador de escenarios, confirmó que había tres diseñadores de los juegos GBA de Metroid, Metroid Fusion y Metroid Zero Mission, que se estaban encargando del diseño principal. Team Ninja se hizo cargo de la programación y modelado en 3D, y D-Rockets hizo las secuencias CG. Hayashi describió que trabajar en el juego presentaba un "Gran Honor" ya que era un fan de la serie e instó al Team Ninja que añadieran tantas criaturas vistas en juegos pasados como fuese posible.

## Recepción

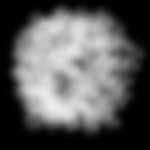
Tutorial de corte de acero, Imagen-Textura para partículas de humo.

A pesar de las críticas, el juego ha tenido una aceptación bastante buena entre los jugadores, alcanzando incluso el nivel de recomendación “oro” en el Canal Nintendo de Wii, aunque ha causado mucha polémica entre los fanes; respecto a eso la revista oficial de Nintendo alabó la originalidad de la historia y mencionó “quien no se arriesga no gana”, también la revista Gamemaster comentó en un artículo para celebrar el aniversario de la saga que Metroid Other M es “alabado por algunos, ignorado por otros” dando a entender así que puede ser, tanto el mejor como el peor de los juegos de la saga metroid, dependiendo de la opinión de cada jugador.

## Bug(Problemas o Errores)
El juego contiene un bug o error de juego, que consiste en que después de vencer al jefe de la tercera área y obtener el ice beam, la puerta de la siguiente área, que se supone debe estar abierta, no lo está; esto ocurre debido a que mucha gente, después de derrotar a dicho jefe, regresa al área anterior a salvar su juego. Es por eso que después de derrotar al tercer jefe, la puerta a la siguiente área se abrirá, en ese momento el jugador debe cruzarse, de otra forma puede ocurrir el bug.